# Оливера Марковић
Оливера Марковић (Београд, 3. мај 1925 — Београд, 2. јул 2011) била је српска и југословенска глумица. Поред позоришта и филма, бавила се и певањем — нарочито романси. Играла је у свим жанровима. Према анкети Вечерњих новости, налази се на трећем месту највећих српских глумица 20. века.
Глумом се активно бавила 60 година и за то време се појавила у више од 100 филмова и 40 ТВ серија. Славу је стекла већ почетком 1950-их улогама у позоришним представама Мачка на усијаном лименом крову Тенеси Вилијамса и Лов на вештице Артура Милера.
Једна од Оливериних најпознатијих улога је улога Тетке у филмовима Балкан експрес, Балкан експрес 2, као и истоименој ТВ серији. Позната је и по филмовима: Козара, Сибирска леди Магбет, Тито и ја, Сабирни центар, Мртав ’ладан, Мали свет и Службени положај, за који је награђена Златном ареном за најбољу глумицу.
У периоду од краја 1980-их до почетка 2000-их појављивала се у серијама Синише Павића, Бољи живот, Срећни људи и Породично благо. Публика је ипак највише заволела њену улогу Ангелине Савић у Отвореним вратима.

## Биографија
Рођена је 3. маја 1925. у Београду. Њени родитељи мајка Олга и отац Велизар Веца Ђорђевић, који је био чиновник имали су четворо деце. Отац јој је био родом са Космаја, а мајка је била Чехиња. Због службовања њеног оца у јужној Србији и на Косову и Метохији одрасла је у Сењском Руднику, Призрену, Пећи и Нишу, где је њен отац био срески начелник. Основну школу започела је у Нишу, а 1934. са свега девет година основала је у Нишкој Бањи „позоришну групу“, у којој је била главна глумица, редитељка и аутор текстова. Крајем 1930-их породица Ђорђевић преселила се у Београд, где је Оливера завршила Прву женску гимназију.
Након гимназије уписала је студије историје уметности на Филозофском факултету у Београду, на ком је апсолвирала. У међувремену, 1948. уписала је и Академију за позоришну уметност, на којој је дипломирала 1952. у класи професора Мате Милошевића.
Била је члан Београдског драмског позоришта (БДП) од 1951. године. Током каријере остварила је преко 150 улога у позоришту и снимила више од 50 филмова. Награду Народног позоришта добила је два пута, за улоге Мајка Храброст 1972. и Клара 1978. године.
Била је и позната певачица, нарочито руских романси.
Оливерин син Горан Марковић је филмски и позоришни режисер. Њен први супруг и отац Горана је глумац Раде Марковић. Други супруг јој је такође био глумац Душан Булајић.
Умрла је у Београду, 2. јула 2011. године, у 87. години живота. Сахрањена је у Алеји заслужних грађана на Новом гробљу у Београду, поред бившег супруга Радета Марковића.
Дана 1. октобра 2011. године одржан је програм посвећен Оливери Марковић у Народном позоришту у Београду.

## Награде
- 1964 — Златна арена у Пули за улогу у филму Службени положај
- 1983 — Златна арена у Пули за улогу у филму Балкан експрес
- 1987 — Награда Славица
- 1997 — Добричин прстен, за животно дело
- 2007 — Статуета златни ћуран у Јагодини, за животно дело

## Филмографија
|                   | 1940▼ | 1950▼ | 1960▼ | 1970▼ | 1980▼ | 1990▼ | 2000▼ | Укупно |
| ----------------- | ----- | ----- | ----- | ----- | ----- | ----- | ----- | ------ |
| Дугометражни филм | 1     | 6     | 19    | 5     | 25    | 15    | 6     | 77     |
| ТВ филм           | 0     | 1     | 17    | 10    | 16    | 5     | 0     | 49     |
| ТВ серија         | 0     | 0     | 4     | 14    | 10    | 7     | 2     | 37     |
| ТВ мини серија    | 0     | 0     | 1     | 1     | 0     | 0     | 0     | 2      |
| ТВ кратки филм    | 0     | 0     | 0     | 1     | 0     | 0     | 0     | 1      |
| Кратки филм       | 0     | 0     | 0     | 0     | 2     | 0     | 0     | 2      |
| Укупно            | 1     | 7     | 41    | 31    | 53    | 27    | 8     | 168    |
| Год.       | Назив                                              | Улога                           |
| ---------- | -------------------------------------------------- | ------------------------------- |
| 1940-е▲    |                                                    |                                 |
| 1946.      | У планинама Југославије                            |                                 |
| 1950-е▲    |                                                    |                                 |
| 1954.      | Сумњиво лице                                       | собарица                        |
| 1955.      | Шолаја                                             | Сајка                           |
| 1956.      | Последњи колосек                                   | Олга                            |
| 1957.      | Атомска бајка                                      |                                 |
| 1957.      | Само људи                                          | Лела                            |
| 1959.      | Влак без возног реда                               | Ике                             |
| 1959.      | Три Аморове стреле                                 |                                 |
| 1960-е▲    |                                                    |                                 |
| 1960.      | Дилижанса снова                                    | Фема                            |
| 1960.      | Друг председник центарфор                          | Гина                            |
| 1960.      | Цвеће и балони                                     | Цвећарка                        |
| 1960.      | Рат                                                |                                 |
| 1961.      | Парче плавог неба                                  | Ружа                            |
| 1961.      | Велика турнеја                                     | певачица Јасмина                |
| 1961.      | Узаврели град                                      | Риба                            |
| 1962.      | Др                                                 | певачица у бару                 |
| 1962.      | Сибирска леди Магбет                               | Катарина Исмаилов / Леди Магбет |
| 1962.      | Козара                                             | Анђа                            |
| 1963.      | Мушкарци                                           | Мира                            |
| 1963.      | Човјек са фотографије                              | Милка                           |
| 1963.      | Радопоље                                           | Станка                          |
| 1964.      | Мали концерт за сузе и гитару                      |                                 |
| 1964.      | Мушки излет                                        | Лиа                             |
| 1964.      | Пет вечери                                         |                                 |
| 1964.      | Пут око света                                      | певачица у бару                 |
| 1964.      | Службени положај                                   | Марија                          |
| 1965.      | Болничка соба                                      |                                 |
| 1965.      | Сова (ТВ)                                          |                                 |
| 1965.      | Крај почетка                                       |                                 |
| 1967.      | Извлачење                                          |                                 |
| 1967.      | Очи пуне звезда                                    |                                 |
| 1967.      | Позициони рат љубавних генерала (ТВ)               |                                 |
| 1967.      | Ох, дивљино                                        |                                 |
| 1967.      | Забавља вас Мија Алексић                           |                                 |
| 1967.      | Тврђава силеџија                                   |                                 |
| 1967.      | Марјана                                            |                                 |
| 1967.      | Круг двојком                                       |                                 |
| 1967.      | Пробисвет                                          |                                 |
| 1968.      | Наше приредбе                                      |                                 |
| 1968.      | Пре истине                                         | Весна                           |
| 1968.      | Тако је ако вам се тако чини                       |                                 |
| 1968.      | Нови живот                                         |                                 |
| 1969.      | Низводно од сунца                                  | Јованова жена                   |
| 1969.      | Подвала                                            |                                 |
| 1969.      | Далеко је Аустралија                               | Олга                            |
| 1969.      | На дан пожара                                      | Јасна Рајић                     |
| 1969.      | Бура                                               |                                 |
| 1969.      | Голубовићи                                         |                                 |
| 1968—1969. | ТВ Буквар                                          | Биса Пејић                      |
| 1969.      | Моја страна света                                  |                                 |
| 1970-е▲    |                                                    |                                 |
| 1970.      | Крунисање                                          |                                 |
| 1970.      | Наши манири                                        |                                 |
| 1970.      | Мирина ТВ ступица                                  |                                 |
| 1971.      | Од сваког кога сам волела                          |                                 |
| 1971.      | Несаломиви ТВ филм                                 | /                               |
| 1971.      | Операција 30 слова                                 |                                 |
| 1971.      | С ванглом у свет                                   |                                 |
| 1971.      | У љубави свако задовољство има своју бол           | Менега                          |
| 1972.      | Смех са сцене: Народно позориште (ТВ документарни) | Удавача                         |
| 1972.      | Глумац је, глумац                                  |                                 |
| 1972.      | Девето чудо на истоку                              | Конобарица                      |
| 1972.      | Женски разговори                                   |                                 |
| 1973.      | Жуте фесвице                                       | Борка, кума                     |
| 1973.      | Невен (ТВ серија)                                  | куварица                        |
| 1973.      | Наше приредбе (ТВ серија)                          |                                 |
| 1973.      | Опасни сусрети                                     |                                 |
| 1974.      | Поштење                                            |                                 |
| 1974.      | Породични оркестар                                 |                                 |
| 1974.      | Позориште у кући 2                                 | Богданка Бубили Лакицевић       |
| 1974.      | Образ уз образ                                     | Оливера                         |
| 1975.      | Велебитске саонице или три швалера и једна девојка |                                 |
| 1976.      | Мурталов случај                                    | госпођа Ружић                   |
| 1976.      | Грлом у јагоде                                     | Банетова мајка                  |
| 1977.      | Хајдучка времена                                   | Баба Јека                       |
| 1977.      | Част ми је позвати вас                             | Оливера                         |
| 1977.      | Бабино унуче (ТВ серија)                           | Виолета                         |
| 1977.      | Поробџије (ТВ серија)                              |                                 |
| 1978.      | Дебели ’лад                                        |                                 |
| 1978.      | Мала терца                                         |                                 |
| 1979.      | Сумњиво лице (ТВ)                                  | Анђа                            |
| 1979.      | Срећна породица                                    | жена у телефонској говорници    |
| 1979.      | Полетарац                                          | Оливера                         |
| 1979.      | Национална класа                                   | Смиља                           |
| 1978—1979. | Чардак ни на небу ни на земљи                      | Руменка                         |
| 1980-е▲    |                                                    |                                 |
| 1980.      | Мајстори, мајстори                                 | Кристина                        |
| 1980.      | Петријин венац                                     | Ана                             |
| 1980.      | Седам плус седам                                   | Оливера                         |
| 1980.      | Рад на одређено време                              | Косина мајка                    |
| 1981.      | 500 када                                           | Јела чистачица                  |
| 1981.      | Стари Београд                                      |                                 |
| 1981.      | Пролеће живота                                     |                                 |
| 1981.      | Почнимо живот из почетка                           | Тетка                           |
| 1982.      | Идемо даље                                         | Велинка                         |
| 1982.      | Мој тата на одређено време                         | Косина мајка                    |
| 1982.      | Канте или кесе                                     | Другарица Милиновић             |
| 1982.      | Пикник (кратки филм)                               |                                 |
| 1982.      | Стеница                                            |                                 |
| 1982.      | Приче преко пуне линије                            |                                 |
| 1983.      | Переат                                             |                                 |
| 1983.      | Балкан експрес                                     | тетка                           |
| 1983.      | Велики транспорт                                   | Јулка Парошки                   |
| 1983.      | Освајање среће                                     |                                 |
| 1983.      | Живети као сав нормалан свет                       | академски сликар                |
| 1983.      | Грозница љубави                                    | Рајка Цветковић                 |
| 1984.      | Уби или пољуби                                     | Савина жена                     |
| 1984.      | Супермаркет                                        |                                 |
| 1984.      | Ево ти га, мистер Флипс!                           |                                 |
| 1984.      | Формула 1 (ТВ серија)                              |                                 |
| 1985.      | У затвору                                          | Видина мајка                    |
| 1985.      | И то ће проћи                                      | Маргита Катанић                 |
| 1985.      | Шест дана јуна                                     | Драгиња                         |
| 1985.      | Учини то својски                                   | Олгина мајка                    |
| 1986.      | Обећана земља                                      | дактилографкиња                 |
| 1986.      | Развод на одређено време                           | Косина мајка                    |
| 1986.      | Мисс                                               | Тетка Буба                      |
| 1986.      | Приче са краја ходника                             | Радмилина мајка                 |
| 1986.      | Бошко миш и Бошко човек                            |                                 |
| 1987.      | Већ виђено                                         | Живана                          |
| 1987.      | Догодило се на данашњи дан                         | тетка                           |
| 1987.      | Иванов                                             | Сависна                         |
| 1987.      | Бољи живот: Новогодишњи специјал                   | Буба                            |
| 1988.      | Заборављени                                        | управница дома                  |
| 1988.      | Како засмејати господара                           |                                 |
| 1988.      | Пут на југ                                         | Берта                           |
| 1988.      | Браћа по матери                                    | Крстанова мајка                 |
| 1988.      | Балкан експрес 2                                   | тетка                           |
| 1989.      | Последњи круг у Монци                              | Мара                            |
| 1989.      | Урош блесави                                       | тетка                           |
| 1989.      | Смехотворци (ТВ серија)                            |                                 |
| 1989.      | Мистер Долар                                       | пословна жена                   |
| 1989.      | Госпођа министарка                                 | тетка Савка                     |
| 1989.      | Силе у ваздуху                                     | Ната                            |
| 1989.      | Добрица Милутиновић, међу нама                     | Лично                           |
| 1989.      | Рођаци из Лазина                                   |                                 |
| 1989.      | Бољи живот                                         | Буба Радовић Ђорђевић           |
| 1989.      | Сабирни центар                                     | Ангелина                        |
| 1989.      | Балкан експрес (ТВ серија)                         | тетка                           |
| 1990-е▲    |                                                    |                                 |
| 1990.      | Гала корисница: Атеље 212 кроз векове              |                                 |
| 1990.      | Љубав је хлеб са девет кора                        |                                 |
| 1991.      | Видео јела, зелен бор                              | Радмила                         |
| 1991.      | Празник у Сарајеву                                 | Зора                            |
| 1991.      | Заборављени (ТВ серија)                            | управница дома                  |
| 1987—1991. | Бољи живот                                         | Буба Радовић Ђорђевић           |
| 1991.      | Тесна кожа 4                                       | тетка                           |
| 1992.      | Жикина женидба                                     | клозетарка                      |
| 1992.      | Тито и ја                                          | Бака                            |
| 1992.      | Велика фрка                                        | Ковиљка                         |
| 1992.      | Булевар револуције                                 | Драганова тетка Боса            |
| 1993.      | Обрачун у Казино кабареу                           | Виолета                         |
| 1993.      | Боље од бекства                                    | газдарица                       |
| 1993.      | Броз и ја (ТВ серија)                              | Бака                            |
| 1994.      | Ђе рекосмо пођосмо                                 |                                 |
| 1994.      | Крени према мени (ТВ серија)                       |                                 |
| 1994.      | Биће боље                                          | Вица                            |
| 1994.      | Дневник увреда 1993                                | Сека Турудић                    |
| 1994.      | Вуковар, једна прича                               | Црна                            |
| 1993—1994. | Полицајац са Петловог брда (ТВ серија)             | тетка Богосава                  |
| 1994.      | Срећни људи                                        | Јованка Солдатовић              |
| 1995.      | Двобој за троје                                    | Нечујна Дара                    |
| 1995.      | Театар у Срба                                      |                                 |
| 1995.      | Урнебесна трагедија                                | Рајна                           |
| 1995.      | Одисејев поглед                                    |                                 |
| 1994—1995. | Отворена врата                                     | Ангелина Савић                  |
| 1995—1996. | Срећни људи 2                                      | Јованка Солдатовић              |
| 1998.      | Раскршће                                           |                                 |
| 1999.      | Рањена земља                                       | госпођа Надрљански              |
| 2000-е▲    |                                                    |                                 |
| 2001.      | Сељаци                                             | учитељица Ната                  |
| 2002.      | Глад                                               |                                 |
| 2002.      | Мртав ’ладан                                       | баба у возу                     |
| 2001—2002. | Породично благо                                    | Листерова ташта                 |
| 2002.      | Кордон                                             | бака на клупи                   |
| 2003.      | Мали свет                                          | бака на гробљу                  |
| 2004.      | Пад у рај                                          | Љубишина мајка                  |
| 2004.      | Кошаркаши                                          | бака Милена                     |

## Театрографија
Позната је по улогама у:
- "Мачка на усијаном лименом крову" Тенеси Вилијамса
- "Вучјак" Мирослава Крлеже
- "Лов на вештице" Артура Милера
- "Пигмалион" Бернарда Шоа
- "Добри човек из Сечуана"
- "Мајка храброст" Бертолда Брехта

## Музика
Снимила је неколико грамофонских плоча и синглова.
- Стари Циганин (1959)
- Ублажи немир мој / Сажаљења ми дај (1959)
- Тројка (1959)
- Љубавна Пјесма / Чамац На Тиси (1959)
- Драги пољуби ме (1959)
- Зашто те толико волим? (1960)
- Плач гитаре (1962)
- Песме из Филма Велика Турнеја (1962)
- Романсе (1964)
- Живот је леп (1965)
- Заборави (1967)
- Ја хоћу да волим па и да патим (1968)
- Још ову ноћ (1968)
- Невечерњаја (1969)
- Здравица (1970)